# Leikong
Leikong är en kyrkby som tidigare har räknats som en tätort i Herøy kommun i Møre og Romsdal fylke i västra Norge. Orten ligger där fylkesväg 61 möter fylkesväg 5870, på den östra sidan av ön Gurskøya. Här finns Leikangers kyrka.

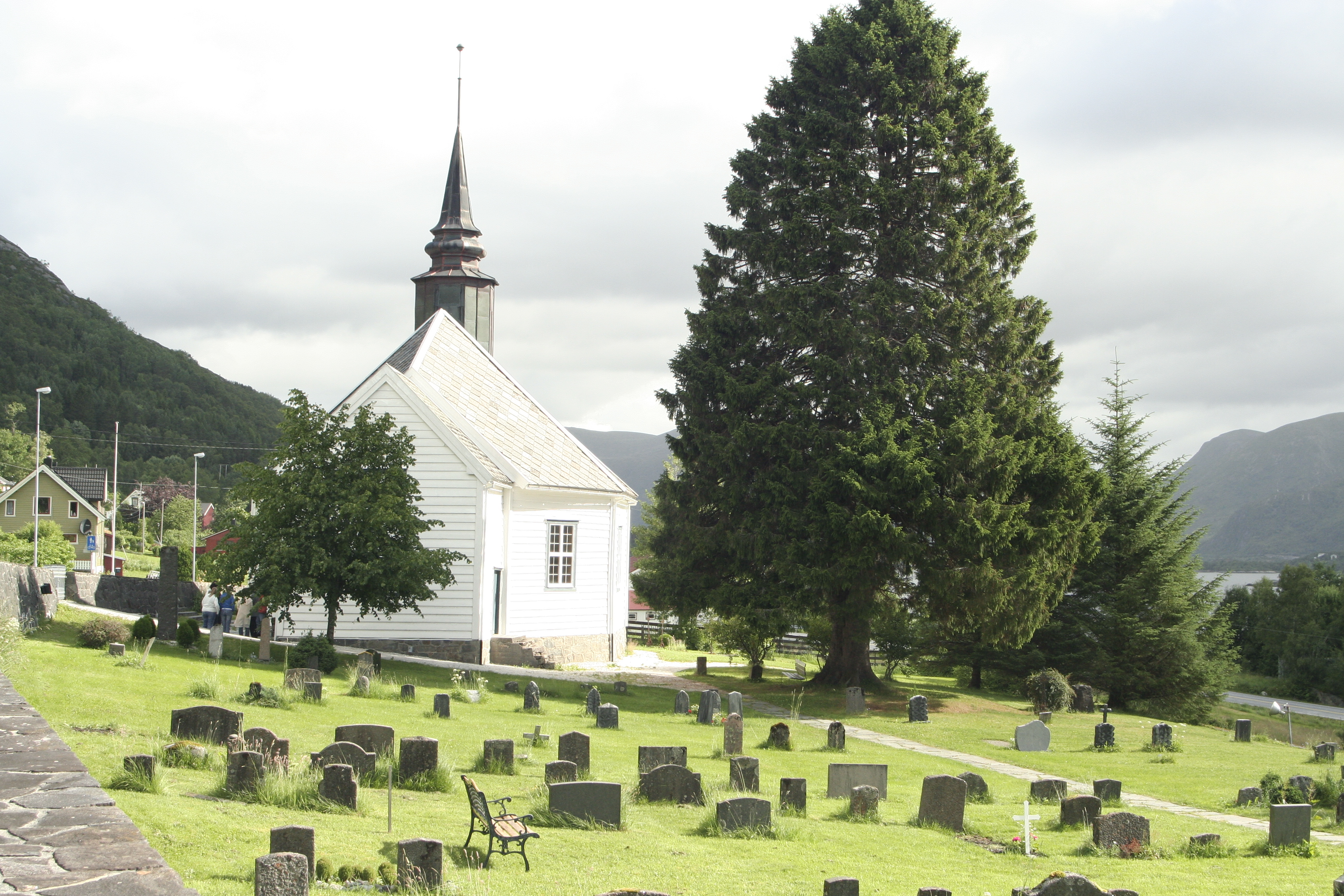
Leikangers kyrka.